# 劳伦斯·约瑟夫·亨德森
劳伦斯·约瑟夫·亨德森（英語：Lawrence Joseph Henderson，1878年6月3日—1942年2月10日）是一位美国生理学家和化学家，是20世纪早期生物化学发展的领军人物，知名于亨德森－哈塞尔巴尔赫方程，并与乔治·萨顿共同建立了科学史学会。